# Bosonul Higgs
Bosonul Higgs, numit așa după fizicianul britanic Peter Higgs și supranumit „particula Dumnezeu”, este o particulă elementară din familia bosonilor, care face parte din mecanismul de rupere spontană a simetriei ce conferă masă celorlalte particule elementare. Căutarea unei dovezi a existenței sale a început în anii 1960. La 4 iulie 2012, la CERN s-a anunțat descoperirea unei particule cu masă de aproximativ 126 GeV, compatibilă cu bosonul Higgs; identificarea a fost confirmată la 14 martie 2013.

## Căutare experimentală
La 13 decembrie 2011 oamenii de știință de la Organizația Europeană pentru Cercetare Nucleară (CERN) de lângă Geneva au anunțat că au găsit noi dovezi în sprijinul ipotezei că bosonul Higgs există. Printre altele, ei au afirmat că dovedirea definitivă a existența sale va mai dura probabil până sfârșitul anului 2012.
La 4 iulie 2012 organizația CERN a confirmat observarea unei noi particule cu o masă de aproximativ 125 – 126 GeV. Aceste rezultate preliminare, bazate pe o analiză încă în curs a datelor colectate în 2011 și 2012, arată că este vorba de un boson, cel mai masiv boson observat până acum, compatibil cu presupusul boson Higgs. Gradul de certitudine al descoperirii Bosonului Higgs este de 99,9999%. Publicarea oficială a rezultatelor va avea loc probabil la sfârșitul lunii iulie a anului 2013. Pașii următori vor fi determinarea proprietăților noii particule și clasificarea ei exactă în cadrul Modelului Standard.
Descoperirea bosonului Higgs este considerată de revista Science drept cea mai importantă realizare științifică a anului 2012.
Descoperirea Bosonului Higgs a fost declarată oficial de către CERN în martie 2013.
În iulie 2017, CERN a confirmat că toate măsurătorile corespund predicțiilor Modelului Standard și a numit particula descoperită „bosonul Higgs”.
În 28 august 2018, Colaborarea ATLAS de la Large Hadron Collider (CERN) a anunțat că a fost observată dezintegrarea bosonului Higgs într-o pereche de quarkuri bottom.

## Particula Dumnezeu
Leon Lederman, directorul acceleratorului Fermilab, a publicat în 1993 o carte despre particulele elementare și bosonul Higgs, pe care ar fi dorit să o numească Particula blestemată: Dacă Universul e răspunsul, care-i întrebarea? (The Goddamn Particle: If the Universe is the Answer, What is the Question?); editorul său a considerat că titlul dădea naștere la controverse și au căzut de acord să o numească Particula Dumnezeu: Dacă Universul e răspunsul, care-i întrebarea? (The God Particle: If the Universe is the Answer, What is the Question?)